# Juan Carlos Bernad
Juan Carlos Bernad Esteban (Saragozza, 20 ottobre 1960) è un calciatore spagnolo, di ruolo difensore.

## Biografia
Anche suo padre Julio Bernad fu un calciatore professionista: giocò nella Sociedad Deportiva Huesca e del Real Saragozza.

## Palmarès

### Giocatore

#### Competizioni nazionali
- Segunda División B: 1

Tenerife: 1986-1987